# Chwalimira
Chwalimira – żeńska forma imienia Chwalimir, nienotowana w czasach staropolskich.
Chwalimira imieniny obchodzi 9 grudnia.